# Фридрих Саксонский (великий магистр Тевтонского ордена)
Фри́дрих Саксо́нский (Фридрих Веттин; нем. Friedrich von Sachsen; 26 октября 1474, Торгау — 14 декабря 1510, Рохлиц) — 36-й великий магистр Тевтонского ордена с 1498 года. Третий сын (младший из переживших младенчество) герцога Альбрехта III Саксонского и Сидонии Богемской, дочери Йиржи из Подебрад. Принадлежал к Альбертинской линии — младшей ветви правителей Саксонии Веттинов.
Получил прекрасное образование в университетах Сиены и Лейпцига. В молодости служил каноником в Кёльне, затем находился при дворе майнцского архиепископа.

## Биография
В конце 90-х годов XV века в Тевтонском ордене, который со Второго Торуньского мира 1466 года являлся вассалом Королевства Польского, возникла идея избирать великих магистров только из числа имперских князей (с нем. — «райхсфюрст»), которые как подчинённые германского императора могли уклониться от проведения церемонии оммажа по отношению к своему сюзерену — королю польскому. Родич Ягеллонов в качестве великого магистра Ордена должен был значительно усилить позиции крестоносцев.
В 1498 году после смерти великого магистра Тевтонского ордена Иоганна фон Тифена орденское посольство предложило Фридриху Саксонскому занять вакантную должность великого магистра. 29 сентября того же 1498 года в Кёнигсберге Фридрих Саксонский вступил в орден и одновременно был избран новым великим магистром Тевтонского ордена.
Некоторое время Фридриху Саксонскому удавалось уклониться от принесения вассальной присяги польскому королю, благодаря постоянным апелляциям к другому своему сюзерену — императору Священной Римской империи Максимилиану I, а также благодаря частой смене монархов на польском троне.
В 1498—1501 годах польский король Ян I Ольбрахт дважды грозил Тевтонскому ордену войной из-за отказа великого магистра Фридриха Саксонского приносить ленную присягу. В 1501 году польский король расположил свои войска на границе с Пруссией, угрожая открытой интервенцией. Только смерть Яна I Ольбрахта в июне 1501 года спасла Тевтонский орден от новой войны с Польшей.
В 1501 году германский император Максимилиан I Габсбург официально запретил Фридриху присягать королю Яну Ольбрахту. После жестких требований нового польского короля Сигизмунда I Старого в 1507 году великий магистр Фридрих Саксонский уехал из Пруссии в Саксонию, где развернул деятельность по поиску поддержки независимости Ордена, которою нашёл в лице императора Максимилиана I, боровшегося с Ягеллонами за доминирование в Центральной Европе.
Скончался великий магистр Тевтонского ордена Фридрих Саксонский 14 декабря 1510 года в Рохлице. Как духовное лицо (великий магистр католического ордена) он не был женат и, соответственно, не имел детей.